# Adam Mez
Adam Mez (ur. 8 kwietnia 1869 we Fryburgu, zm. 29 grudnia 1917) – szwajcarski uczony, orientalista i arabista.
Studiował prawo i języki semickie. W 1892 uzyskał doktorat za pracę Dzieje miasta Harran w Mezopotamii do najazdu arabskiego. Na początku XX wieku odbył podróż po Bliskim Wschodzie oraz zainteresował się kulturą arabską i islamską. Zmarł w 1917 przed ukończeniem swojego najsłynniejszego dzieła pt. Renesans islamu.
Książkę wydano w 1922. Stała się jedną z podstawowych lektur dla osób pragnących poznać kulturę arabską i islamską X wieku. Renesans islamu z powodzeniem został przetłumaczony na języki europejskie, jak i arabski.